# جرج دابلیو رامنی
جرج ویلکن رامنی (انگلیسی: George Wilcken Romney؛ ۸ ژوئیهٔ ۱۹۰۷ – ۲۶ ژوئیهٔ ۱۹۹۵) بازرگان و سیاست‌مدار جمهوریخواه اهل ایالات متحده آمریکا بود. او سمت‌هایی نظیر وزیر مسکن آمریکا و فرمانداری میشیگان را بر عهده داشت. فرزند او میت رامنی، نامزد جمهوریخواه انتخابات ریاست جمهوری سال ۲۰۱۴ آمریکا بود که ۴۷٪ آرا را به دست آورد.

## اوان زندگی
پدربزرگ‌های رامنی مورمون‌هایی دارای چند همسر بودند که به دلیل تعقیب قانونی دولت فدرال علیه چند همسری از آمریکا با فرزندانشان فرار کردند.
والدین رامنی شهروندان آمریکا و اهل منطقه یوتا بودند. آنها در مکزیک آشنا شدند و ازدواج کردند. آنها چند همسری را اجرا می‌کردند.